# Albert Maclaren
Albert Maclaren, född 16 juni 1870 i Buckingham, Québec, död där 22 april 1940, var en kanadensisk curlingspelare. Han var med i laget som kom delad tvåa i uppvisningsgrenen curling i de olympiska vinterspelen 1932 i Lake Placid.